# Lady Lake
Lady Lake – miasto w Stanach Zjednoczonych, w stanie Floryda, w hrabstwie Lake.